# ハニューフーズ
ハニューフーズ株式会社（英: HANEWFOODS INC.）は、大阪府大阪市中央区に本社を置く食肉販売会社。ハニューフーズグループ（HFG）の中核企業であり、グループ全体で食肉加工と卸売を手掛ける。旧社名「ハンナン株式会社」は、創業地の羽曳野市（当時は南大阪町）がある大阪南部地域を表す「阪南」に由来する。ハンナン時代は「ハンナンフーズグループ」を名乗っていた（略号は同じ「HFG」を使用）。
中興の祖は浅田満で、ハンナンからハニューフーズへ商号変更した後も、本社およびグループ会社の代表を浅田一族が務める同族企業である。

## 沿革
- 1947年（昭和22年）6月 - 浅田満の実父である浅田浅太郎が、食肉卸「浅田商店」を設立[2]。
- 1967年（昭和42年） - 浅田商店を株式会社へ改組、株式会社阪南畜産浅田商店へ商号変更[2]。初代社長は浅田清美（浅田満の実兄）[2]。
- 1973年（昭和48年） - 株式会社阪南畜産浅田商店を阪南畜産株式会社へ商号変更[2]。
- 1985年（昭和60年）、阪南畜産株式会社をハンナン株式会社へ商号変更[2]。
- 2019年（令和元年）5月1日、ハンナン株式会社からハニューフーズ株式会社へ商号変更[5][6]。同時にグループ会社の「埴生フーズ」を「埴生ミートサービス」、「阪南畜産」を「埴生ミートパッカー」へ商号変更[6]。

## グループ会社

### 原料事業本部
- ハニューフーズ株式会社（本部）：大阪府大阪市中央区南船場2-11-16[3]
- ティーエムシー株式会社（食肉輸入業務）：東京都港区浜松町2-2-12[3]

いずれも代表取締役は浅田一族が務める（2023年時点では浅田勘太郎）。

### 国産事業本部
- 埴生ミートパッカー株式会社：大阪府羽曳野市向野2-4-14[3]
- 埴生ミートサービス株式会社：大阪府羽曳野市向野2-4-14[3]
- ハニューファーム株式会社：兵庫県加西市鎮岩町582[3]
- 十勝いけだミートパッカー株式会社：北海道中川郡池田町字西2条11-1-14[3]

いずれも代表取締役は浅田一族が務める（2023年時点では浅田充隆）。

### 加工事業本部
- 大阪プロセスセンター株式会社：大阪府羽曳野市向野3-88-1（外食産業用食肉加工）[3]
- 関西丸一食品株式会社：大阪府羽曳野市向野2-4-14（小売店用食肉加工）[3]
- ハニューフードプロダクト株式会社：大阪府大阪市住之江区南港中7-1-25（外食産業用冷凍食品製造等）[3]
- ファーストチョイス株式会社：茨城県土浦市紫ヶ丘6-1（外食産業用食肉加工、首都圏向け）[3]
- 広島プロセスセンター株式会社社：広島県廿日市市上の浜2-3-38（小売店用食肉加工）[3]
- 九州プロセスセンター株式会社：熊本県熊本市北区楠野町1088番地7（小売店用食肉加工）[3]
- 株式会社コービスプロダクト：愛媛県松山市久万ノ台193-1（四国・北陸向け）[3]

### 販売事業本部
- 北海道ハニューフーズ株式会社：北海道札幌市北区新川3条19-2-12[3]
- 東北ハニューフーズ株式会社：宮城県仙台市若林区卸町東2-5-3[3]
- 関東ハニューフーズ株式会社：東京都港区浜松町2-2-12[3]
- 東海ハニューフーズ株式会社：愛知県名古屋市熱田区六野1-3-6[3]
- 関西ハニューフーズ株式会社：大阪府堺市東区八下町1-122[3]
- 中四国ハニューフーズ株式会社：広島県広島市西区草津港2-6-69[3]
- 九州ハニューフーズ株式会社：福岡県北九州市小倉南区中曽根東1-1-8[3]

## ハンナン時代のグループ会社

### 国産事業本部
- ハンナンライブストック株式会社[7]
- 十勝ハンナン株式会社[7]
- 阪南畜産株式会社[7]
- ハンナンファーム株式会社[7]

### 加工事業本部
- 十勝池田食品株式会社[7]
- ファーストチョイス株式会社[7]
- 中部プロセスセンター株式会社[7]
- 大阪プロセスセンター株式会社[7]
- ハンナン食品株式会社[7]
- 広島プロセスセンター株式会社[7]
- 株式会社コービスプロダクト[7]

### 販売事業本部
- ハンナンフーズ北海道株式会社[7]
- ハンナンフーズ東北株式会社[7]
- ハンナンフーズ北関東株式会社[7]
- ハンナンフーズ東海株式会社[7]
- ハンナンフーズ関西株式会社[7]
- ハンナンフーズ中四国株式会社[7]
- ハンナンフーズ九州株式会社[7]
- 日本ミート販売株式会社[7]
- ティーエムシー株式会社[7]
- ティーエムシーハニー株式会社[7]

### 海外事業本部
- アメリカ
  - MERCURY OVERSEAS, INC. （マーキュリーオーバーシーズ社）[7]
  - UNIBRIGHT FOODS, INC. （ユニブライトフーズ社）[7]
- オーストラリア
  - MATRAD PTY. LTD. （マトラッド社）[7]
- 中国
  - MERCURY OVERSEAS BEIJIN CO. , LTD（満久利食品貿易 (北京) 有限公司）[7]
- 韓国
  - MERCURY OVERSEAS KOREA CO. , LTD（マーキュリーオーバーシーズコリア社）[7]

### 管理本部
- HFGマネジメント株式会社